# Маунткасл, Райан
Райан Ли Маунткасл (англ. Ryan Lee Mountcastle, 18 февраля 1997, Уинтер-Спрингс, Флорида) — американский бейсболист, игрок первой базы и аутфилдер клуба Главной лиги бейсбола «Балтимор Ориолс».

## Биография
Райан Маунткасл родился 18 февраля 1997 года в городе Уинтер-Спрингс во Флориде. Он окончил старшую школу Хагерти в Овидо, после чего планировал продолжить образование и спортивную карьеру в университете Центральной Флориды. На драфте Главной лиги бейсбола 2015 года Маунткасл был выбран клубом «Балтимор Ориолс» в первом раунде. В июне он подписал профессиональный контракт, получив бонус в размере 1,3 млн долларов.
Профессиональную карьеру Маунткасл начал в 2015 году в составе фарм-клуба «Ориолс» в Лиге Галф-Кост, сыграв 43 матча с показателем отбивания 31,3 %. Ещё десять матчей он провёл за «Абердин Айронбердз» в Лиге Нью-Йорка и Пенсильвании. Перед началом сезона 2016 года его перевели в состав «Делмарвы Шорбердз». В 115 играх в Южно-атлантической лиге Маунткасл отбивал с показателем 28,1 %, заняв восьмое место по количеству выбитых хитов.
В 2017 году он играл за «Фредерик Киз» и «Боуи Бэйсокс». За сезон Маунткасл выбил 48 даблов, став лучшим в младших лигах по этому показателю. Весной 2018 года он принимал участие в сборах с основным составом «Ориолс», в одной из игр получил травму руки и к началу сезона снова был направлен в «Бэйсокс». По ходу сезона Маунткасла перевели с позиции шортстопа на третью базу. Всего он сыграл 102 матча, отбивая с эффективностью 29,7 %, 13 хоум-ранами и 59 RBI.
Сезон 2019 года Маунткасл провёл на уровне AAA-лиги в составе «Норфолк Тайдс». По итогам регулярного чемпионата он стал лучшим в младших лигах по числу выбитых хитов, установил личные рекорды по количеству хоум-ранов (25) и RBI (83). Показатель эффективности его игры на бите составил 31,2 %. По итогам года он получил приз Самому ценному игроку Международной лиги. В 2020 году сезон младших лиг был отменён из-за пандемии COVID-19. Маунткасл готовился к играм чемпионата на тренировочной базе в Боуи, позже был вызван в основной состав «Ориолс». В Главной лиге бейсбола он дебютировал 21 августа. До конца регулярного чемпионата он провёл за клуб 35 матчей с показателем отбивания 33,3 %.